# Hrușca, Moghilău
Hrușca (în ucraineană Грушка) este localitatea de reședință a comunei Hrușca din raionul Moghilău, regiunea Vinnița, Ucraina.

## Demografie
Componența lingvistică a localității Hrușca
     Ucraineană (98,03%)
     Rusă (1,75%)
     Alte limbi (0,22%)
Conform recensământului din 2001, majoritatea populației localității Hrușca era vorbitoare de ucraineană (98,03%), existând în minoritate și vorbitori de rusă (1,75%).